# Gabriele Parolari
Gabriele Parolari (Bivona, 29 dicembre 1890 – Roma, 29 aprile 1949) è stato un generale e politico italiano, distintosi particolarmente durante il corso della prima guerra mondiale, dove fu decorato con la croce di cavaliere dell'Ordine militare di Savoia, quattro medaglie d'argento e una di bronzo al valor militare. Dopo la fine del conflitto partecipò all'impresa di Fiume al seguito di Gabriele D'Annunzio, e in seguito ricoprì svariati incarichi, sia amministrativi che politici. Fu deputato del Regno d'Italia nella XXVIII e XXIX Legislatura e consigliere nazionale del Regno d'Italia nella XXX Legislatura.

## Biografia
Nasce a Bivona (provincia di Agrigento) il 29 dicembre 1890. Conseguito il diploma di ragioniere, si arruolò nel Regio Esercito come ufficiale di complemento, partecipando alla guerra italo-turca. Nel 1914 è uno degli pochi entusiasti che accolsero l'offerta, da parte dello scultore Emilio Bisi, del bozzetto in creta dell'Alpino "Valsecchi in Libia", divenuto successivamente il Monumento del 5º Reggimento alpini.
All'atto dell'entrata in guerra del Regno d'Italia, avvenuta il 24 maggio 1915, con il grado di tenente si distinse subito nelle prime operazioni belliche. Inquadrato in un Reggimento di fanteria, fu decorato con una prima Medaglia di bronzo al valor militare a Globna, 21 ottobre 1915. Promosso capitano per merito di guerra, fu decorato con una prima Medaglia d'argento al valor militare per essersi distinto nei combattimenti sul Monte Lemerle e Magnaboschi, 17-21 giugno 1916. Trasferito al Corpo degli alpini assume il comando della 137ª Compagnia del Battaglione alpini "Monte Stelvio", venendo decorato con altre due Medaglie d'argento al valor militare durante i combattimenti che portarono alla conquista di Quota 2105 del Monte Ortigara (giugno 1917).  Tra il 7 luglio e il 28 agosto 1917 fu comandante del Battaglione alpini "Tirano". Infine, in forza al 5º Reggimento alpini, diviene addetto al Comando della LII Divisione alpina, ottiene la quarta Medaglia d'argento al valor militare nel corso della battaglia di Vittorio Veneto. Congedatosi dall'Esercito con il grado di maggiore, e insignito della Croce di Cavaliere dell'Ordine militare di Savoia. Nell'immediato dopoguerra diviene esponente del combattentismo e nel 1919 prese parte all'impresa di Fiume con Gabriele D'Annunzio. Partecipò in seguito parte al Movimento squadrista, ricoprendo l'incarico di Segretario del Gruppo nazionalista fiorentino, e comandò la Legione Azzurra "Sempre Pronti". Fu Consigliere comunale a Firenze, ricoprendo anche la carica di Benemerito Segretario Generale dell'Opera Nazionale Combattenti.
Con il Decreto del Prefetto di Milano in data 10 giugno 1928 n.9517, Angelo Manaresi assume la carica di Commissario Straordinario dell’Associazione Nazionale Alpini, sostituendo l'allora presidente nazionale, Ernesto Robustelli. Contemporaneamente all’assunzione della carica, Manaresi indicò suoi collaboratori lui e Renzo Longo. Nel settembre dello stesso anno fu nominato commissario straordinario dell'Associazione Nazionale Alpini e, come primo atto effettuò una donazione di 500 Lire per la realizzazione del secondo Rifugio Contrin. Nel 1929 divenne vice Presidente dell’ANA e, sempre in quell'anno fu eletto Deputato al Regio Parlamento nella XXVIII Legislatura, riconfermato nella successiva XXIX. Sempre nel 1929 fu l'organizzatore dell'Adunata nazionale degli Alpini tenutasi a Roma.
Nell'ottobre 1930 viene chiamato da Benito Mussolini a far parte del Direttorio del Partito Nazionale Fascista. 
Nel 1931, su incarico assegnatogli dall’ANA, diviene suo rappresentante nel "Consorzio del Segretariato Nazionale della Montagna" nel quale l’ANA diviene Ente di Diritto. Per ulteriori due anni mantenne le numerose cariche sia all'interno che all'esterno dell'ANA , ed è citato sempre di meno nelle cronache della rivista "L’Alpino" fino a quando, nel gennaio 1933, a causa dei gravosi impegni politici è costretto a rassegnare le proprie dimissioni, accolte dal Presidente Manaresi.
Nel marzo dello stesso anno è nominato presidente dell'Istituto Geografico De Agostini, incarico che mantenne fino al 31 luglio 1937. Nel corso del 1936, in occasione dell'emergenza legata alla guerra d'Etiopia, su sua richiesta partì per le isole del Dodecaneso per assumere la carica di Capo di stato maggiore delle Forze Armate. ivi stanziate, servendo agli ordini del nuovo governatore, il generale Cesare Maria De Vecchi di Val Cismon. In quell'anno fu promosso colonnello per meriti di guerra. 
Con la trasformazione della Camera dei Deputati in Camera dei Fasci e delle Corporazioni, prese parte alla XXX legislatura. Nel 1941 fu promosso Brigadiere generale, ma non ricoprì incarichi operativi nel corso della seconda guerra mondiale. Si spense a Roma il 29 aprile 1949.

### Annotazioni
1. ↑  I suoi genitori erano originari di Valdobbiadene, e si recarono in Sicilia in quanto il padre aveva assunto l'incarico di Provveditore agli studi.
2. ↑  Durante il suo mandato parlamentare propose, ed e ottenne, lo stanziamento di un finanziamento al fine di combattere lo spopolamento della montagna e il miglioramento dei pascoli in quota.
3. ↑  L'Istituto subì un tracollo finanziario a causa della difficile situazione economica del Paese, e per le sanzioni inflitte al regno d'Italia dalla Società delle Nazioni per la guerra d'Etiopia.

### Fonti
1. ↑   Annuario generale d'Italia guida generale del Regno, 1935,  p. 72. URL consultato il 4 febbraio 2020.
2. ↑  Bianchi 2012, p. 174.
3. 1 2 3 4 5 6  Coleselli, Santomaso 2014, p. 6.
4. 1 2 3 4  Bianchi 2012, p. 175.
5. ↑  Vidulich 2018, p. 8.
6. 1 2 3 4 5 6  Bianchi 2012, p. 176.
7. 1 2 3 4 5 6  Bianchi 2012, p. 177.
8. 1 2 3 4  Coleselli, Santomaso 2014, p. 7.
9. ↑  Sito web del Quirinale: dettaglio decorato.
10. ↑  Bollettino Ufficiale 1919, pag.2272.
11. ↑  Bollettino Ufficiale 1917, pag.900.
12. ↑  Bollettino Ufficiale 1918, pag.1126.
13. ↑  Bollettino Ufficiale 1918, pag.3101.
14. ↑  Bollettino Ufficiale 1922, pag.2372.
15. ↑  Bollettino Ufficiale 1915, pag.3784.
16. ↑  Gazzetta Ufficiale del Regno d'Italia n.143 del 21 giugno 1933, pag. 2582.
17. ↑  Bollettino Ufficiale 8 ottobre 1936, dispensa 66ª, pag.3071, registrato alla Corte dei Conti addì 3 ottobre 1936, registro n.32, foglio 50.